# 大电影之数百亿
《大电影之数百亿》是2006年12月29日公映的一部中国喜剧电影，是中国大陆第一部公开上映的以恶搞为题材的电影。电影号称恶搞电影20部。且以中国版《惊声尖笑》为宣传词。

## 内容

### 片名
该片名有一个中式英语的译名Big Movie，据导演称，拍摄该片是因为当前烧钱电影泛滥，票房很高，取“数百亿”正是此意。

### 剧情
电影讲述一个由购房陷阱引发的既幽默搞笑又生死纠缠的故事。曾志伟饰演的角色，越想掘金，越在购房炒房的掘金路上天塌地陷、倒霉背运，而每一次的挣扎和企图挣脱，都让他更狼狈一次；姚晨在片中，是一个发现自己着了道就立刻给别人挖坑的女人，但不擅坑蒙之术的她招招式式都将自己和别人的生活都弄得一塌糊涂；黄渤饰演的过气明星，为了一个朴素的愿望，却做了桩桩并不朴素甚至堪称大手笔的损人不利己的事情，将各个角色的命运往抓狂和命悬一线里推进。他们各自为利，他们无法自拔，然而他们又各怀良善本性……

### 被戏仿对象列表
- 阿甘正传
- 雏菊
- 花样年华
- 疯狂的石头
- 武林外传
- 惊声尖笑
- 中国中央电视台春节联欢晚会
- 头文字D
- 天黑请闭眼
- 功夫
- 无间道
- 黑客帝国
- 十面埋伏 (2004年电影)
- 黄健翔解说門事件
- 斷背山
- 午夜凶铃
- 如果爱
- 冰川时代2
- 无极
- 我的野蠻女友

## 评价
- 豆瓣网网络评分 5.6 [3]
- 时光网网络评分 5.5 [2]